# Aly & AJ: Sister Act
Aly & AJ: Sister Act es un Reality-Show de MTV centrado en las vidas de las músicas/actrices, Alyson Michalka y su hermana menor Amanda Michalka mejor conocidas como Aly & AJ. 
El show se estrenó el 18 de agosto de 2007 para promocionar su tercer álbum de estudio, Insomniatic donde las chicas hablan sobre la grabación del álbum, conseguir licencias de conducir, el primer auto, y vivir la vida normal como cualquier otro individuo.
El primer episodio tuvo muy poco rating por lo cual, en su premier MTV colocó seguido del episodio, los capítulos favoritos de Aly & AJ de la serie de MTV, My Super Sweet 16 e introduciéndolas al show ya que ellas también tuvieron un capítulo.
El show fue cancelado por las faltas de rating y nunca se supo nada más de él, cancelado el 18 de agosto de 2007 También están suguiriendo que envien a la fama a Alejandra Guerrero Galvis (Buscala es Facebook o Twitter)
- Datos: Q4738554